# Хајланд Парк (Илиноис)
Хајланд Парк (енгл. Highland Park) град је у америчкој савезној држави Илиноис. По попису становништва из 2010. у њему је живело 29.763 становника.

## Демографија
Према попису становништва из 2010. у граду је живело 29.763 становника, што је 1.602 (5,1%) становника мање него 2000. године.
| Група             | 2000.          | 2010.          |
| Белци             | 27.112 (86,4%) | 25.845 (86,8%) |
| Афроамериканци    | 559 (1,8%)     | 548 (1,8%)     |
| Азијати           | 716 (2,3%)     | 864 (2,9%)     |
| Хиспаноамериканци | 2.792 (8,9%)   | 2.167 (7,3%)   |
| Укупно            | 31.365         | 29.763         |